# Kościół ewangelicki w Hołdunowie
Kościół ewangelicki w Hołdunowie – świątynia parafii ewangelickiej istniejąca w latach 1902–1967 w Lędzinach, w dzielnicy Hołdunów. Świątynia była położona na wschód od obecnego kościoła ewangelickiego Św. Trójcy w tej miejscowości.

## Historia
Notowany u schyłku XIX wieku wzrost liczby wiernych na terenie Hołdunowa skłonił władze kościelne do zabiegów o wzniesienie w tej miejscowości kościoła ewangelickiego. Śląski superintendent generalny Ewangelickiego Kościoła Unii Staropruskiej ks. David Erdmann podczas wizyty w Hołdunowie w 1891 poparł ideę budowy świątyni. Współdziałał w tym zakresie z miejscowym pastorem ks. Carlem Sieberem i superintendentem ks. Köllingiem z Pszczyny. W 1898 gotowa była dokumentacja budowy kościoła przygotowana przez książęcego architekta i budowniczego Scheinera z Pszczyny. Proces budowlany rozpoczęto 22 marca 1900, 15 czerwca położono kamień węgielny, a 10 października obiekt był gotowy w stanie surowym. W 1902 w Święto Trójcy Świętej generalny superintendent ks. Hugo Nehmiz z Wrocławia dokonał poświęcenia kościoła w obecności księżnej pszczyńskiej i brata księcia pszczyńskiego hrabiego Fritza Hochberga.
W okresie II Rzeczypospolitej kościół należał do parafii znajdującej się w strukturach Ewangelickiego Kościoła Unijnego na polskim Górnym Śląsku.

Po zajęciu Górnego Śląska przez Armię Radziecką obiekty parafialne w Hołdunowie znalazły się we władaniu osób postronnych. Jednak w kościele w 1946 odprawiano nabożeństwa. Czynił to nowy duszpasterz parafii – ks. Leopold Raabe ze Świętochłowic. W tym czasie władze państwowe nakazały usunąć znajdującą się na portalu świątyni niemiecką inskrypcję: „Kommt alle zu mir” (pol. „Przyjdźcie do mnie wszyscy”). W styczniu 1946 dokonano inwentaryzacji majątku parafialnego. Informacja podana na witrynie internetowej parafii następująco reasumuje poczynione krótko po wojnie ustalenia: 

Kościół Św. Trójcy zachował się w dosyć dobrym stanie. Z wyposażenia znajdowały się w nim wówczas następujące przedmioty: ołtarz, krzyż, świeczniki, chrzcielnica, ambona, żyrandole, lekko zniszczone organy i komplet dzwonów. Brakowało natomiast części ławek kościelnych, szyb oraz nakryć ołtarzowych i ambonowych. W ogóle nie znaleziono żadnych naczyń komunijnych i sprzętu liturgicznego z ołtarza oraz dywanów i chodników. Nie odnaleziono także żadnych ksiąg metrykalnych i zbiorów archiwalnych.

 W tym samym tekście podano informację, iż w okresie krótko po wojnie: 

Ciągłym problemem parafii były nagminne włamania do kościoła. Wielokrotnie zmieniano zamki przy drzwiach świątyni, ale świętokradzcy amatorzy cudzej własności znajdowali po czasie nowe wejścia do kościoła przez wybijane w oknach szyby.

W 1947 kościół został przekazany parafii rzymskokatolickiej, bowiem świątynia w Hołdunowie wraz z kościołami ewangelickimi w Bytomiu i Siemianowicach odstąpiono Kościołowi katolickiemu w zamian za zwrot przejętego przez ten Kościół głównej świątyni ewangelickiej w Katowicach. Był to element ugody zawartej przez Kościół Ewangelicko-Augsburski, który stał się właścicielem majątku Ewangelickiego Kościoła Unijnego na polskim Górnym Śląsku z władzami wojewódzkimi w Katowicach i diecezją katowicką Kościoła katolickiego. Odtąd życie kościelne ewangelików z Hołdunowa toczyło się w salce w budynku w pobliżu dawnej plebanii ewangelickiej, zajętej przez katolickiego proboszcza.
15 września 1955 na skutek szkód górniczych kościół uległ poważnemu uszkodzeniu. W konsekwencji parafia katolicka zaprzestała organizowania w nim kultu. Grożącą zawaleniem świątynię rozebrano w 1967. Część cegieł z kościoła przekazano na budowę Ośrodka Ewangelickiego w Warszawie i na odbudowę kościoła ewangelickiego w Wodzisławiu.

## Architektura
Był to obiekt wybudowany w stylu neogotyckim. Posiadał jedną wieżę, w której do 1955 znajdowało się 5 dzwonów: 3 dzwony stalowe z 1924, 1 dzwon spiżowy zakupiony w 1804 przez ks. Richtera i 1 mały dzwon tzw. godzinowy.